# Lyell Island
Lyell Island (Haida: Athlii Gwaii) is een eiland in het westen van Brits-Columbia in Canada.

## Geografie
Het eiland ligt in de eilandengroep Haida Gwaii en ligt ten oosten van Moresby Island. Ten noorden van het eiland ligt de Laskeek Bay en Tanu Island, ten oosten de Hecate Strait, ten zuidoosten enkele kleinere eilanden en Ramsay Island, ten zuiden de Juan Perez Sound en ten westen de Darwin Sound.
Het eiland is onderdeel van het Gwaii Haanas National Park Reserve and Haida Heritage Site.
De wateren rond het eiland liggen in de mariene ecoregio Noord-Amerikaans Pacifisch Fjordland.

## Geschiedenis
Lyell Island was het middelpunt van anti-houtkapdemonstraties die leidden tot de oprichting van het Gwaii Haanas-park in 1993. 72 burgers van Haida werden gearresteerd door de Royal Canadian Mounted Police en beschuldigd van minachting van het hof. Ook werd op Lyell Island het Canadese parlementslid Svend Robinson gearresteerd. De protesten begonnen op 24 oktober 1985 en duurden drie maanden en leidden uiteindelijk tot het proces dat culmineerde in de oprichting van Gwaii Haanas.